# Patriomanidae
De Patriomanidae zijn een familie van uitgestorven schubdieren en omvat de geslachten Patriomanis (Laat-Eoceen, Noord-Amerika) en Cryptomanis (Laat-Eoceen, Mongolië).

## Taxonomie
- Familie: Patriomanidae (Szalay & Schrenk, 1998)
  - Cryptomanis (Gaudin, 2006)
    - Cryptomanis gobiensis (Gaudin, 2006)

  - Patriomanis (Emry, 1970)
    - Patriomanis americana (Emry, 1970)